# Jonathan Freedland
Jonathan Saul Freedland (25 de fevereiro de 1967) é um jornalista que escreve uma coluna semanal para o  The Guardian. Ele também é escritor, principalmente sob o pseudônimo de Sam Bourne.

## Biografia
Filho de Michael Freedland, um biógrafo e jornalista, e Sara Hocherman, se formou na Wadham College, Oxford. Enquanto estava em Oxford, ele editou Cherwell, o jornal estudantil.
Em 1990, ele se juntou a BBC para trabalhar como repórter na rádio e televisão, aparecendo mais frequentemente na  BBC Radio 4. Ele se tornou correspondente de Washington no The Guardian em 1993, permanecendo nesse cargo até 1997, quando ele retornou a Londres como redator e colunista. Bring Home the Revolution: The case for a British Republic (1998), primeiro livro dele mais tarde foi adaptado em uma série de duas partes na BBC.

### Escritor
Freedland publicou nove livros: dois de não-ficção com seu próprio nome e sete romances, seis deles sob o pseudônimo de Sam Bourne.

## Pontos de vista

### Israel, osionismoeantissemitismo
Ele é um líder Sionista liberal no Reino Unido.
Sobre a Operação Margem Protetora ele escreveu: "os Israelenses querem segurança, mas as ações de seu governo não vão dar nenhuma segurança. Pelo contrário, elas são completamente autodestrutivas." Freedland pediu negociações para acabar com os ciclos de violência: "A única segurança real é política, e não militar. Ela vem através de negociação, não o fogo de artilharia", porque "na tentativa de esmagar hoje o inimigo, Israel criou o inimigo de amanhã."
Ele expressou a esperança de que com o tempo Israel vai "reconhecer e respeitar por meio de palavras e ações" o "desesperadamente alto preço que os Palestinos pagaram por sua criação".

## Obras

### Como Sam Bourne

#### Série Maggie Costello
- The Last Testament (2007) ISBN 978-0-00-720333-8 O Último Testamento (2008)
- The Chosen One (2010) O Escolhido (2012)
- To Kill the President (2017) Matem o Presidente (2017)
- To Kill the Truth (2019)
- To Kill a Man (2020)

#### Outros
- The Righteous Men (2006) ISBN 0-00-720328-4 O Código dos Justos (2007)
- The Final Reckoning (2008) ISBN 978-0-00-726649-4 O Acerto Final (2010)
- Pantheon (2012) Panteão (2014)

No Brasil pela Record.

### Como Jonathan Freedland
- The 3rd Woman (2015) ISBN 978-0062207555

#### Não-ficção
- Bring Home the Revolution: The Case for a British Republic (1998) ISBN 1-85702-547-4
- Jacob's Gift: A Journey into the Heart of Belonging (2005) ISBN 0-241-14243-1